# Morskie przejście graniczne Jastarnia
Morskie przejście graniczne Jastarnia znajduje się w porcie morskim w Jastarni i może się na nim odbywać ruch osobowy morskimi statkami sportowymi i towarowy statkami rybackimi o polskiej przynależności, wykonującymi rybołówstwo morskie. Przejście obsługuje przede wszystkim ruch graniczny portu morskiego Jastarnia.
Obsługiwane jest przez Morski Oddział Straży Granicznej – placówkę we Władysławowie. 
W 2008 roku dokonano tu 2,1 tys. przekroczeń granicy. 
W 2006 roku dokonano 2208 kontroli jednostek rybackich (statki rybackie, kutry i łodzie) oraz 7 kontroli jachtów i łodzi sportowych.
Przejście zostało ustanowione w 1991 roku.